# 이와타 마사히로
이와타 마사히로(일본어: 岩田 昌浩, 1981년 9월 23일 ~ )는 일본의 전 축구 선수이다.

## 구단 경력
과거 나고야 그램퍼스 에이트, 클레멘티 칼사, SC 돗토리, FC 기후에서 활동하였다.